# Е-бројеви
Е-бројеви су део система адитива како за храну тако и за пића, која су дозвољена од Европске уније (ЕУ). Е-бројеви не морају да се пишу на производу, и произвођач може да наведе додатке користећи њихова имена уместо тога.

## Бојила (Е100 - Е180)
Жута бојила
- Е100 Куркума
- Е101 Рибофлавин
- Е101а Рибофлавин-5-монофосфат [животињског порекла]
- Е102 Тартразин
- Е103 Крусоин ресорцинол (забрањен)
- Е104 кинолинско жуто
- Е105 Фаст Јелоу АБ (забрањен)
- Е106 Рибофлавин-5-фосфат
- Е107 Jelou 2G
- Е110 Сунсет Јелоу ФЦФ, Оранж Јелоу С

Црвена бојила
- Е120 Кармин (Карминска киселина)
- Е121 Орцеин
- Е122 Азорубине, Кармоисин
- Е123 Амарант (забрањен у САД)
- Е124 Понцеау 4Р, Кокинел Ред А
- Е125 Скарлет ГН
- Е126 Понкау 6Р
- Е127 Еритрозин
- Е128
- Е129

Плава бојила
- Е130 Индантхрене блуе РС
- Е131 Патент Блуе В
- Е132 Индиготине, Индиго кармин
- Е133 Бриллиант Блуе ФЦФ

Зелена бојила
- Е140 Хлорофил (i) и Хлорофилин (ii)
- Е141 Бакарни комплекс: Хлорофила (i) и хлорофилина (ii)
- Е142
- Е143

Смеђа и црна бојила
- Е150а Карамел обични
- Е150б Карамел - сулфитно кисели
- Е150ц Карамел - амонијачни
- Е150д Карамел - сулфитно/амонијачни
- Е151 Брилиант Блек БН, Блек ПН
- Е152 Блек 7984
- Е153 Биљни угљен
- Е154 Браон ФК
- Е155 Браон ХТ

Биљни екстракти
- Е160а Алфа-каротен, Бета-каротен, Гамма-каротен
- Е160б Анато, биксин, норбиксин
- Е160ц Екстракт паприке, Цапсантин, цапсорубин
- Е160д Ликопен
- Е160е Бета-апо-8'-Каротенал
- Е160ф Етилестер од бета-апо-8'-каротенска киселине
- Е161а Флавоксантин
- Е161б Лутеин
- Е161ц Криптоксантин
- Е161д Рубиксантин
- Е161е Виолаксантин
- Е161ф Родоксантин
- Е161г Кантхксантин
- Е161х Зеаксантин
- Е161и Цитранаксантин
- Е161ј Астаксантхин
- Е162 Бетрот Ред, Бетанин
- Е163 Антоцијанини

Друга бојила
- Е170 Калцијум карбонат
- Е171 Титаниум диоксид
- Е172 Оксиди и хидроксиди жељеза
- Е173 Алуминијум
- Е174 Сребро
- Е175 Злато
- Е180 Пигмент Рубин, Литхол Рубин БК
- Е181 Танин

## Средства за конзервирање (Е200 - Е297)
- Е200 Сорбинска киселина
- Е201 Натријум сорбат
- Е202 Калијум сорбат
- Е203 Калцијум сорбат
- Е210 Бензојева киселина
- Е211 Натријум бензоат
- Е212 Калијум бензоат
- Е213 Калцијум бензоат
- Е214 етил п-хидроксибензоат
- Е215 Натријум етил п-хидроксибензоат
- Е216 Пропил етил п-хидроксибензоат
- Е217 Натријум пропил етил п-хидроксибензоат
- Е218 Метил етил п-хидроксибензоат
- Е219 Натријум метил етил п-хидроксибензоат
- Е220 Сумпор диоксид
- Е221 Натријум сулфит
- Е222 Натријум хидроген сулфит
- Е223 Натријум метабисулфит
- Е224 Калијум метабисулфит
- Е225 Калијум сулфит
- Е226 Калцијум сулфит
- Е227 Калцијум хидроген сулфит
- Е228 Калијум хидроген сулфит
- Е230 Бифенил, дифенил
- Е231 Ортофенил фенол
- Е232 Натријум ортофенил фенол
- Е233 Тиабендазол - Забрањен одредбом 98/72/еЦ
- Е234 Нисин
- Е235 Натамицин
- Е236 Формијатна киселина
- Е237 Натријум формијат
- Е238 Калцијум формијат
- Е239 Хексаметилен тетрамин
- Е242 Диметил дикарбонат
- Е249 Калијум нитрит
- Е250 Натријум нитрит
- Е251 Натријум нитрат
- Е252 Калијум нитрат
- Е260 Ацетатна киселина
- Е261 Калијум ацетат
- Е262 Натријум ацетати (и), (ии) Натријум хидроген ацетат (натријум диацетат)
- Е263 Калцијум ацетат
- Е264 Амонијум ацетат
- Е270 Млијечна киселина
- Е280 Пропионска киселина
- Е281 Натријум пропионат
- Е282 Калцијум пропионат
- Е283 Калијум пропионат
- Е284 Боратна киселина
- Е285 Натријум тетраборат (боракс)
- Е290 Угљен-диоксид
- Е296 Малеинска киселина
- Е297 Фумарна киселина

## Антиоксиданти (Е300 - Е385)
служе за дуже очување хране.
- Е300 Аскорбинска киселина
- Е301 Натријум аскорбат
- Е302 Калцијум аскорбат
- Е303 Калијум аскорбат
- Е304 Естери масних киселина аскорбинске киселине (i) Аскорбил палмитат (ii) Аскорбил стеарат
- Е306 Токоферолом богат екстракт
- Е307 Алфа-токоферол
- Е308 Гама-токоферол
- Е309 Делта-токоферол
- Е310 Пропил галат
- Е311 Октил галат
- Е312 Додецил галат
- Е315 Ериторбна киселина
- Е316 Натријум ериторбат
- Е317 Ериторбинска киселина
- Е318 Натријум ериторбин
- Е319 Терцбутил-хидрокинон (TBHQ)
- Е320 Бутилирани хидроксиданисол (БХА)
- Е321 Бутилирани хидрокситолуен (БХТ)
- Е322 Лецитини
- Е325 Натријум лактат
- Е326 Калијум лактат
- Е327 Калцијум лактат

- Е329 Магнезијум лактат
- Е330 Лимунска киселина
- Е331 Натријум цитрати (i) Мононатријум цитрат (ii) Динатријум цитрат (iii) Тринатријум цитрат
- Е332 Калијум цитрати (i) Монокалијум цитрат (ii) Трикалијум цитрат
- Е333 Калцијум цитрати (i) Монокалцијум цитрат (ii) Дикалцијум цитрат \) Трикалцијум цитрате
- Е334 Винска киселина (L(+)-)
- Е335 Натријум тартрати (i) Мононатријум тартрат (ii) Динатријум тартрат
- Е336 Калијум тартрати (i) Монокалијум тартрат (ii) Дикалијум тартрат
- Е337 Натријум калијум тартрат
- Е338 Фосфатна киселина
- Е339 Натријум фосфати (i) Мононатријум фосфат (ii) Динатријум фосфат (iii) Тринатријум фосфат
- Е340 Калијум фосфати (i) Монокалијум фосфат (ii) Дикалијум фосфат (iii) Трикалијум фосфат
- Е341 Калцијум фосфати (i) Монокалцијум фосфат (ii) Дикалцијум фосфат (iii) Трикалцијум фосфат
- Е342 Амонијум фосфати: (i) Моноамонијум ортофосфат (ii) Диамонијум ортофосфат
- Е343 Магнезијум фосфати (i) Мономагнезијум фосфат (ii) Димагнезијум фосфат
- Е344 Лецитин цитрат
- Е345 Магнезијум цитрат
- Е349 Амонијум малат
- Е350 Натријум малати (i) Натријум малат (ii) Натријум хидроген малат
- Е351 Калијум малат
- Е352 Калцијум малати (i) Калцијум малат (ii) Калцијум хидроген малат
- Е353 Метавинска киселина
- Е354 Калцијум тартрат
- Е355 Адипинска киселина
- Е356 Натријум адипат
- Е357 Калијум адипат
- Е359 Амонијум адипат (регулатор киселости)
- Е363 Јантарна киселина
- Е365 Натријум фумарат(регулатор киселости)
- Е366 Калијум фумарат (регулатор киселости)
- Е367 Калцијум фумарат (регулатор киселости)
- Е368 Амонијум фумарат (регулатор киселости)
- Е370 1,4-Хептонолацтоне (регулатор киселости)
- Е375 Ниацин (никотинска киселина), Никотинамид (агенс задржавања боје)
- Е380 Триамонијум цитрат
- Е381 Амонијум фери цитрат (регулатор киселости)
- Е383 Калцијум глицерил фосфат (регулатор киселости)
- Е384 Изопропил цитрат (регулатор киселости)
- Е385 Калцијум динатријум етилен диамин тетра-ацетат (Калцијум динатријум ЕДТА)
- Е386 Динатрјум етилен диамин тетра-ацетат (Динатријум ЕДТА)
- Е387 Оксистеарин
- Е388 Тиодипропионска киселина
- Е389 Дилаурил тиодипропионат
- Е390 Дистеарил тиодипропионат
- Е391 Фитинска киселина
- Е399 Калцијум лактобионат

## Емулгатори, стабилизатори (Е400 - Е495)
- Е400 Алгинска киселина
- Е401 Натријум алгинат
- Е402 Калијум алгинат
- Е403 Амонијум алгинат
- Е404 Калцијум алгинат
- Е405 Пропан-1,2-диол алгинат
- Е406 Агар
- Е407 Караген
- Е407а Прерађене еуцхеума алге [додан у децембру 1996 директивом 96/83/еЦ]
- Е410 Лоцуст беан гум
- Е412 Гуар гума
- Е413 Трагакант
- Е414 Ацациа гума (гумиарабика)
- Е415 Ксантан гума
- Е416 Карауа гума
- Е417 Тара гума
- Е418 Гелан гума
- Е420 Сорбитол (i), (ii) Сорбитол сируп
- Е421 Манитол
- Е422 Глицерол
- Е425 Коњац (i) Коњац гума (ii) Коњац глуцоманнане [додан у октобру 1998 бу Дирецтиве 98/72/еЦ]
- Е426 Сојина хемицелулоза [Наведен у предложеној измјени и допуни у ЦОМ(2004)650 публицирано у октобру 2004]
- Е431 Полиоксиетилен (40) стеарат
- Е432 Полиоксиетилен сорбитан монолаурат (полисорбат 20)
- Е433 Полиоксиетилен сорбитан моноолеат (полисорбат 80)
- Е434 Полиоксиетилен сорбитан монопалмитат (полисорбат 40)
- Е435 Полиоксиетилен сорбитан моностеарат (полисорбат 60)
- Е436 Полиоксиетилен сорбитан тристеарат (полисорбат 65)
- Е440 Пектини (i), (ii) амидирани пектин
- Е441 Желатин
- Е442 Амонијум фосфатиди
- Е444 сахароза ацетат изобутират
- Е445 глицеролски естери од дрвене смоле
- Е450 Дифосфати (i) Динатријум дифосфат (ii) Тринатријум дифосфат (iii) Тетранатријум дифосфат (iv) Дикалијум дифосфат (v) Тетракалијум дифосфат (vi) Дикалцијум дифосфат (вии) Калцијум дихидроген дифосфат
- Е451 Трифосфати (i) Пентанатријум трифосфат (ii) Пентакалијум трифосфат
- Е452 Полифосфати (i) Натријум полифосфати (ii) Калијум полифосфати (iii) Натријум калцијум полифосфат (iv) Калцијум полифосфати
- Е459 Бета-циклодекстрин [додан у октобру 1998 директивом 98/72/eC]
- Е460 Целулоза (i) Микрокристалична целулоза (ii) Прашкаста целулоза
- Е461 Метил целулоза
- Е462 Етил целулоза [Наведен у предложеној измјени и допуни у ЦОМ(2004)650 публицирано у октобру 2004]
- Е463 Хидроксипропил целулоза
- Е464 Хидроксипропил метил целулоза
- Е465 Етил метил целулоза
- Е466 Карбоксиметил целулоза, Натријум карбоксиметил целулоза
- Е467 Етил хидроксиетил целулоза [Број је био додијељен у предложене измјене и допуне Директиве 95 / 2 циркулиране у августу 1999. Међутим, то није било прихваћено и затражене су даље процјене]
- Е468 Умрежена натријум карбоксиметил целулоза [додан у октобру 1998 директивом 98/72/еЦ]
- Е469 ензимски хидролизирана карбоксиметил целулоза [додан у октобру 1998 директивом 98/72/еЦ]
- Е470а Натријум, калијум и калцијум соли масних киселина
- Е470б Магнезијумове соли масних киселина
- Е471 Моно- и диглицериди масних киселина
- Е472а Ацетатни естери моно- и диглицерида масних киселина
- Е472б Лацтатни естери моно- и диглицерида масних киселина
- Е472ц цитратни естери моно- и диглицерида масних киселина
- Е472д Тартаратни естери моно- и диглицерида масних киселина
- Е472е Моно- и диацетил тартаратни естери моно- и диглицерида масних киселина
- Е472ф Мијешани ацетатни и тартаратни естери моно- и диглицерида масних киселина
- Е473 Сахарозни естери масних киселина
- Е474 Сахароглицериди
- Е475 Полиглицеролски естери масних киселина
- Е476 Полиглицерол полирицинолеат
- Е477 Пропан 1,2-диол естери масних киселина
- Е479б Термално оксидирано сојино уље са моно- и диглицеридима масних киселина
- Е481 Натријум стеароил-2-лактилат
- Е482 Калцијум стеароил-2-лацтилат
- Е483 Стеарил тартрат
- Е491 Сорбитан моностеарат
- Е492 Сорбитан тристеарат
- Е493 Сорбитан монолаурат
- Е494 Сорбитан моноолеат
- Е495 Сорбитан монопалмитат

## Киселине, базе и соли (Е500 - Е530)
продужују вријеме трајања и мјењају укус..
- Е500 Натријум карбонати (i), (ii) Натријум хидроген карбонат (iii) Натријум сесквикарбонат
- Е501 Калијум карбонати (i), (ii) Калијум хидроген карбонат
- Е503 Амонијум карбонати (i), (ii) Амонијум хидроген карбонат
- Е504 Магенезијум карбонати (i), (ii) Магензијум хидроксид карбонат (син. Магензијум хидроген карбонат)
- Е507 Хлороводонична киселина
- Е508 Калијум хлорид
- Е509 Калцијум хлорид
- Е511 Магнезијум хлорид
- Е512 Калај хлорид
- Е513 Сулфатна киселина
- Е514 Натријум сулфати (i), (ii) Натријум хидроген сулфат
- Е515 Калијум сулфати (i), (ii) Калијум хидроген сулфат
- Е516 Калцијум сулфат
- Е517 Амонијум сулфат
- Е520 Алуминијум сулфат
- Е521 Амонијум натријум сулфат
- Е522 Амонијум калијум сулфат
- Е523 Алуминијум амонијум сулфат
- Е524 Натријум хидроксид
- Е525 Калијум хидроксид
- Е526 Калцијум хидроксид
- Е527 Амонијум хидроксид
- Е528 Магнезијум хидроксид
- Е529 Калцијум оксид
- Е530 Магнезијум оксид

## Средства против згрудвавања (Е535 - Е570)
користе се против згрудавања прашака..
- Е535 Натријум фероцијанид
- Е536 Калијум фероцијанид
- Е538 Калцијум фероцијанид
- Е541 Натријум алуминијум фосфат, кисели
- Е551 Силицијум диоксид
- Е552 Калцијум силикат
- Е553а (i) Магнезијум силикат (ii) Магнезијум трисиликат
- Е553б Талк
- Е554 Натријум алуминијум силикат
- Е555 Калијум алуминијум силикат
- Е556 Калцијум алуминијум силикат
- Е558 Бентонит
- Е559 Алуминијум силикат (каолин)
- Е570 Масне киселине

- Е574 Глуконска киселина
- Е575 Глуконо-делта-лактон
- Е576 Натријум глуконат
- Е577 Калијум глуконат
- Е578 Калцијум глуконат
- Е579 Гвожђе(II) глуконат
- Е585 Гвожђе(II) лактат
- Е586 4-хидроксирезорцинол (Наведени у предложеном амендману COM(2004)650 објављеном октобра 2004)

## Појачивачи арома (Е620 - Е640)
- Е620 Глутаминска киселина
- Е621 Мононатриујм глутамат
- Е622 Монокалијум глутамат
- Е623 Калцијум диглутамат
- Е624 Моноамонијум глутамат
- Е625 Магнезијум диглутамат
- Е626 Гуанилна кислеина
- Е627 Динатријум гуанилат
- Е628 Дикалијум гуанилат
- Е629 Калцијум гуанилат
- Е630 Иносинска киселина
- Е631 Динатријум иносинат
- Е632 Дикалијум иносинат
- Е633 Калцијум иносинат
- Е634 Калцијум 5'-рибонуклеотиди
- Е635 Динатријум 5'-рибонуклеотиди
- Е640 Глицин и натријумова со

- Е650 Цинк ацетат [Додан у фебруару 2001 директивом 2001/5/еЦ]
- Е900 Диметил полисилоксан

## Средства за глазирање (Е901 - Е914)
- Е901 Пчелињи восак, бео и жут
- Е902  восак
- Е903  восак
- Е904 Шелак
- Е905 Микрокристални восак (додат у октобру 1998 директивом 98/72/eC)
- Е907 Худрогенисани поли-1-децен (додат у децембру 2003 директивом 2003/114/eC)
- Е912 estar montanske kiseline
- Е914 Оксидовани полиетиленски восак

- Е920 L-Цистеин (додат у октобру 1998 директивом 98/72/eC)
- Е927б Карбамид

## (Е938 - Е948)
- Е938 Аргон
- Е939 Хелијум
- Е940 Дихлородифлуорометан (гас за паковање, ријетко се користи)
- Е941 Азот
- Е942 Азот(I) оксид
- Е943а Бутан (Додан у фебруару 2001 директивом 2001/5/eC)
- Е943б Изобутан (Додат у фебруару 2001 директивом 2001/5/eC)
- Е944 Пропан (Додат у фебруару 2001 директивом 2001/5/eC)
- Е948 Кисеоник
- Е949 Водоник (Додат у фебруару 2001 директивом 2001/5/eC)

## Заслађивачи
- Е950 Ацесулфам К
- Е951 Аспартам
- Е952 Цикламична киселина и њене  и  соли
- Е953 Исомалт
- Е954 Сахарин и његове ,  и  соли
- Е955 Сукралоза (додато у децембру 2003 директивом 2003/115)
- Е957 Тауматин
- Е959 Неохесперидин ДЦ
- Е962 Соли аспартама - ацесулфам (додато у децембру 2003 директивом 2003/115)
- Е965 Малтитол (i), (ii) Малтитолni сируп
- Е966 Лактитол
- Е967 Ксилитол

- Е968 Еритритол (Наведен у предложеним измјенама и допунама у COM(2004)650 публицирано у октобру 2004)
- Е999  екстракт
- Е1103 Инвертаза (додано у октобру 1998 директивом 98/72/eC)
- Е1105 Лизозим
- Е1200 Полидекстроза
- Е1201 Поливинилпиролидон
- Е1202 Поливинилполипиролидон

## Емулгатори, стабилизатори (Е1404 - Е1451)
- Е1404 Оксидирани скроб
- Е1410 Моноскроб фосфат
- Е1412 Дискроб фосфат
- Е1413 Фосфатисани дискроб фосфат
- Е1414 Ацетилисани дискроб фосфат
- Е1420 Ацетилисани скроб
- Е1422 Ацетилисани дискроб адипат
- Е1440 Хидрокси пропил скроб
- Е1442 Хидрокси пропил дискроб фосфат
- Е1451 Ацетилисани оксидирани скроб (додан у октобру 1998 директивом 98/72/eC)

- Е1450 Шкроб натријум октенил сукцинат
- Е1505 Триетил цитрат
- Е1517 Глицерил диацетат (диацетин)
- Е1518 Глицерил триацетат (триацетин)
- Е1519 Бензил алкохол
- Е1520 Пропан-1,2-диол (пропилен гликол) (додат у фебруару 2001 директивом 2001/5/eC)